# Federwelt
Federwelt ist eine deutsche Fachzeitschrift für Schreibanfänger und Fortgeschrittene, Selbstverleger und Verlagsautoren. Sie bietet Orientierung im Literaturbetrieb.

## Inhalt
Den Hauptteil machen praxisorientierte Fachartikel und Interviews zum Thema Schreiben und Veröffentlichen aus, darunter die „Textküche“. Außerdem gibt es einen Terminkalender mit Informationen über Literaturwettbewerbe und -stipendien, Rezensionen von Schreibratgebern sowie einen Kleinanzeigenteil. Prosa und Lyrik enthält die Federwelt seit 2014 nicht mehr. Sie erscheint alle zwei Monate in einer Auflage von 5000 Exemplaren.

## Geschichte
Gegründet wurde Federwelt im März 1998 vom Schriftsteller Titus Müller, der sie bis 2001 mit einer Auflage von zuletzt 1500 Exemplaren und über 1000 Abonnenten herausgab (Gesamtauflage in den Jahren 1998–2001: 18.000 Exemplare).
Bis zum Jahr 2005 war die Zeitschrift das Mitgliedermagazin des Bundesverbands junger Autoren und Autorinnen (BVjA). Nachdem Kathrin Lange und anschließend Bjørn Jagnow die Herausgeberschaft übernommen hatten, wird die Federwelt seit 2005 im Uschtrin Verlag von Sandra Uschtrin mit einer Auflage von 5000 Stück herausgegeben. Chefredakteurin ist seit Januar 2014 Anke Gasch.
Seit März 2014 ist die Zeitschrift Federwelt auf den Seiten der Autorenwelt zu finden.